# Яркоглазые квакши
Яркоглазые квакши (лат. Agalychnis) — род бесхвостых земноводных из семейства Phyllomedusidae, обитающих в Новом Свете.

## Описание
Общая длина представителей этого рода колеблется от 4 до 8 см. Голова почти треугольная. Глаза большие и выпуклые с вертикальными зрачками. Веки прозрачные с тонким сетчатым рисунком. Конечности с 4 пальцами, не соединены перепонками и имеют присоски на концах. Дневная окраска менее яркая, чем ночная, что позволяет маскироваться. Особенностью рода являются яркие глаза, преимущественно красного или оранжевого цвета. Отсюда и происходит название этих земноводных. Туловище окрашено преимущественно в зелёные тона. Лапки могут быть различных светлых оттенков. 

## Образ жизни
Предпочитают тропические и субтропические леса. Встречаются вдоль водоёмов. День проводят под листьями у деревьев, активны ночью. Питаются беспозвоночными.

## Размножение
Это яйцекладущие земноводные. Самки откладывают до 100 яиц.

## Распространение
Обитают в Центральной и Южной Америке от южной Мексики до Бразилии и северо-восточного Перу.

## Классификация
На январь 2023 года в род включают 14 видов:
- Agalychnis annae (Duellman, 1963) — Оранжевоглазая квакша
- Agalychnis buckleyi (Boulenger, 1882)
- Agalychnis callidryas (Cope, 1862) — Красноглазая квакша
- Agalychnis dacnicolor (Cope, 1864) — Толстая квакша
- Agalychnis danieli (Ruiz-Carranza, Hernandez-Camacho, and Rueda-Almonacid, 1988)
- Agalychnis hulli (Duellman and Mendelson, 1995)
- Agalychnis lemur (Boulenger, 1882) — Филломедуза-лемур
- Agalychnis medinae (Funkhouser, 1962) — Венесуэльская филломедуза
- Agalychnis moreletii (Dumeril, 1853) — Оранжевобокая квакша
- Agalychnis psilopygion (Cannatella, 1980) — Белоглазая филломедуза
- Agalychnis saltator Taylor, 1955 — Волнистая квакша
- Agalychnis spurrelli Boulenger, 1913 — Рубиновоглазая квакша, или малиновоглазая квакша
- Agalychnis taylori Funkhouser, 1957
- Agalychnis terranova Rivera-Correa, Duarte-Cubides, Rueda-Almonacid, and Daza-R., 2013

## Галерея

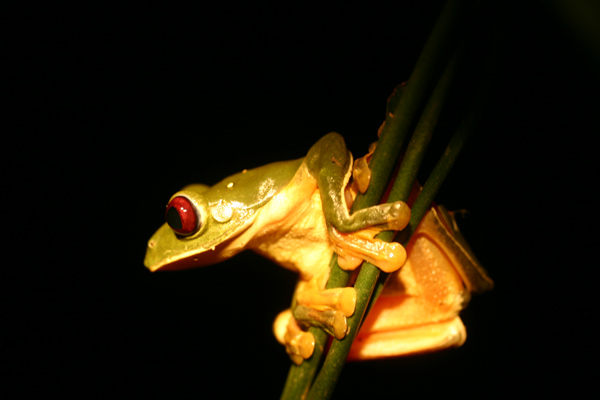
Волнистая квакша
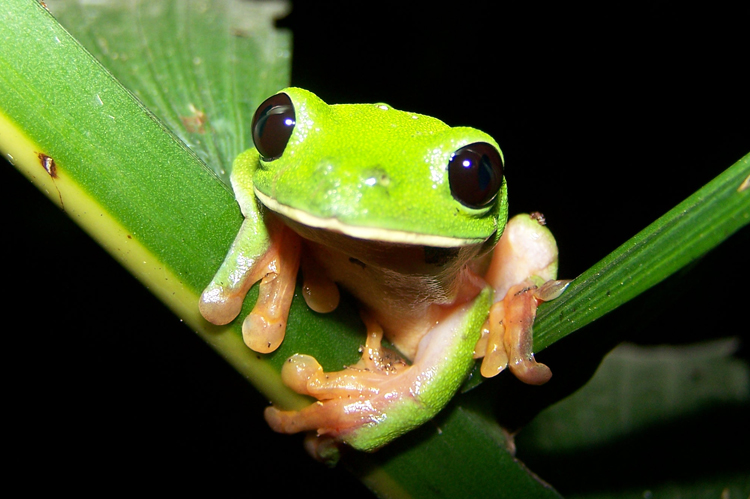
Оранжевобокая квакша
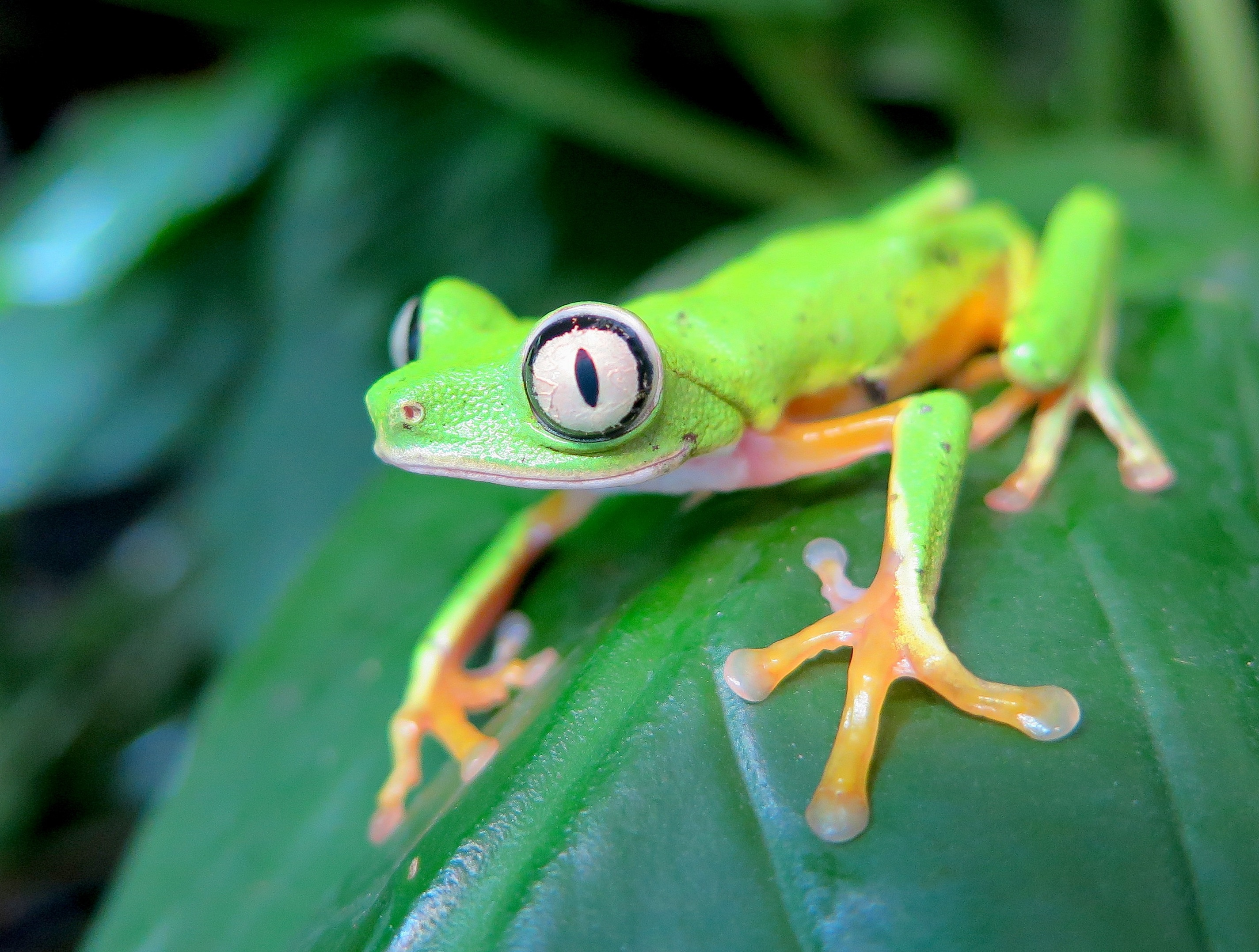
Agalychnis lemur
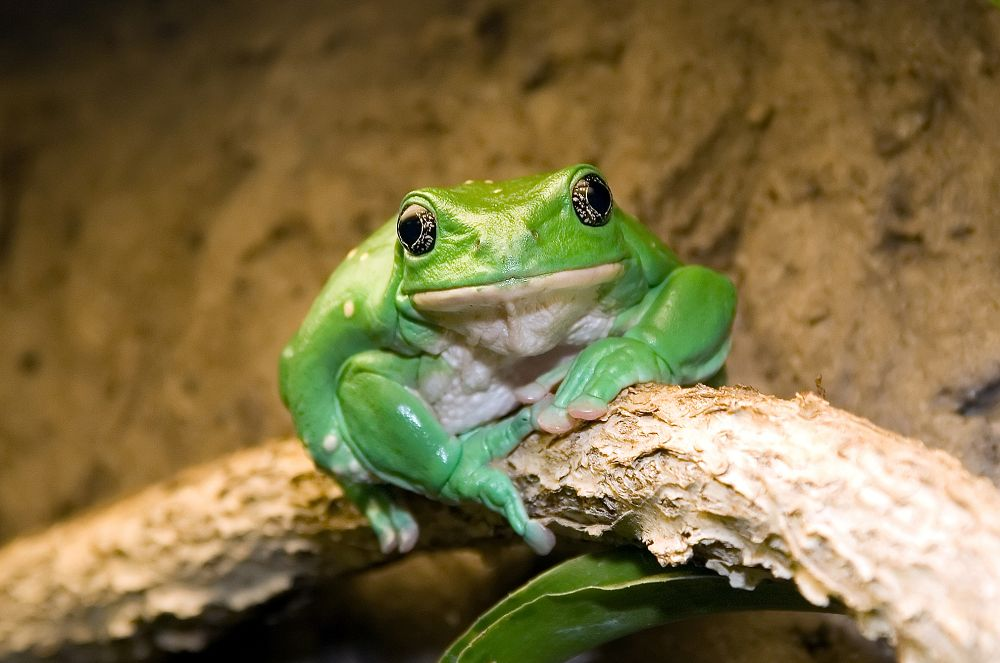
Толстая квакша
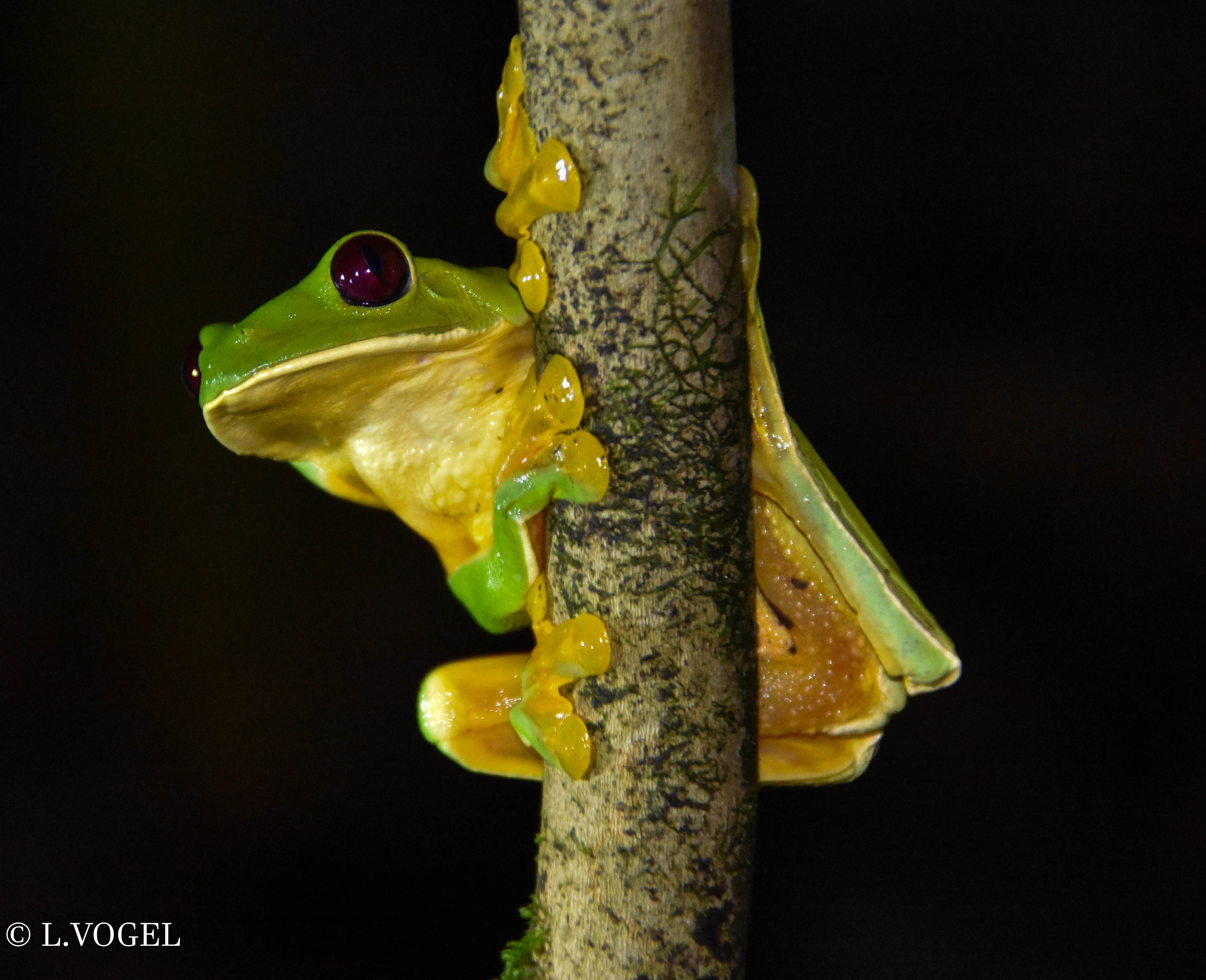
Рубиновоглазая квакша